# Trattati di Tirana
I trattati di Tirana furono i trattati firmati negli anni '20 a Tirana tra l'Albania e l'Italia, e trasformarono gradualmente lo stato albanese in un protettorato italiano di fatto.

## Sfondo

### Albania negli anni 1920-1930
Un primo trattato fu firmato nel 1920, i successivi trattati di Tirana furono firmati tra l'Albania e l'Italia quando i due paesi erano controllati da regimi fascisti. All'epoca lo stato albanese era sotto il regno di Zog I d'Albania, conosciuto in albanese come Mbreti i Shqiptarëve, il re degli albanesi. Nel 1925, Ahmet Zogu, fu eletto presidente per sette anni e il 1º settembre 1928, durante la sua cerimonia di giuramento, si proclamò Re. Essendo il primo e l'ultimo re della nazione albanese, servì il paese dal 1922 fino alla sua fuga a Londra durante l'inizio della seconda guerra mondiale nel 1939. L'Albania era ritenuta dall'Italia come la porta d'accesso per il resto dei paesi balcanici, la Grecia e i paesi del Vicino oriente. Nel maggio 1925 l'Albania accettò la proposta italiana e fu fondata la Banca Nazionale d'Albania che fungeva da tesoreria del paese nonostante fosse controllata esclusivamente dalle banche italiane. Per la prima volta, l'Albania coniò la propria moneta nazionale. La proposta arrivò con un prestito di cinque anni equivalente a circa 2 milioni di sterline di quel tempo. In incontri non ufficiali con i funzionari italiani, Zog espresse la sua simpatia per Mussolini e gli italiani e promise persino concessioni economiche aumentando ulteriormente l'interesse italiano per l'Albania. Fin dall'inizio, prendendo il potere come re degli albanesi, Zog voleva:
- Sviluppare l'economia albanese.
- Legittimare il potere del paese e la sua sovranità.
- Ottenere il riconoscimento del suo governo da parte degli stati vicini.[7] Zog sapeva che senza alcun supporto esterno non sarebbe stato in grado di raggiungere questi obiettivi. Zog accettò di ristabilire l'ordine nel suo paese e di sostenerne lo sviluppo. L'accordo del 1925 prevedeva anche delle concessioni minerarie della terra albanese.[2] In questo periodo i rapporti italo-albanesi furono sempre più favoriti dall'Italia. Mussolini aveva due orientamenti riguardo al futuro dell'Albania.[7] Da un lato era un orientamento pacifico, per un'espansione economica albanese fino al raggiungimento di un protettorato de facto sull'Albania e, dall'altro, per il compimento di un'occupazione imperialistica permanente.[7] Ciò indebolì la presa economica del re e lasciò lentamente il posto ai due trattati che sarebbero stati firmati da Zog e dal dittatore italiano, Mussolini.

## Trattato di Tirana del 1920
Dopo tre mesi di guerra di Valona, fu firmato il 2 agosto (con entrata in vigore il 5) un accordo per il cessate il fuoco tra il governo italiano e quello albanese, che prende il nome di "Trattato di Tirana". Esso recitava:
L'abbandono di Valona fu definito dall'allora presidente del consiglio Giovanni Giolitti "l’estirpazione di un dente, per la quale il paziente esita e ritarda, ma di cui poi alla fine è lieto di essersi liberato". Giolitti considerava la baia di Valona una base di poco valore e al tempo stesso un vero e proprio peso, poiché costosa da mantenere e inevitabilmente esposta ad attacchi di albanesi. Per queste ragioni vi rinunciò, in cambio del riconoscimento del possesso dell'isola di Saseno di fronte alla baia (che egli invece valutava strategica). Giolitti e i suoi successori interpretarono l'accordo concluso come una rinuncia al protettorato-mandato italiano sull'Albania, ritenuto anch'esso svantaggioso e impopolare, ma allo stesso tempo come un mantenimento della protezione diplomatica italiana (la "difesa dell'autonomia dell'Albania") a garanzia dell'indipendenza albanese dalle mire di altri stati, ritenuta fondamentale per la sicurezza dell'Italia.
La Conferenza degli Ambasciatori confermò l'accordo sull'indipendenza albanese e gli interessi speciali italiani in Albania con una dichiarazione del giugno 1921. 
Nelle sue memorie, Giovanni Giolitti così spiegò l'accordo:
Riguardo poi a Vallona, io facevo questo ragionamento: che in caso di guerra, se noi fossimo i più forti in mare non avremmo avuto bisogno di Vallona; se fossimo i più deboli, non potendo difenderla e rifornirla per mare, saremmo costretti ad abbandonarla. E ciò prescindendo anche dalla considerazione della radicale trasformazione che il più largo uso dei sottomarini e degli idrovolanti porterà, secondo i tecnici, nella guerra navale del futuro. Ad ogni modo, ciò che veramente ci interessa è che Vallona non possa costituire una base di operazioni contro di noi; e questo scopo è raggiunto con l’occupazione dell’isolotto di Sasseno, che sta all’imboccatura della baia stessa. Per fare di Vallona una base navale nostra, data la enorme portata delle artiglierie moderne, sarebbe necessaria una occupazione territoriale estesissima perché il porto non fosse esposto ai tiro delle artiglierie nemiche; il che avrebbe importato non solo spese ingenti e continuative, ma, in caso di guerra, l’immobilizzamento di nostre considerevoli forze, che verrebbero sottratte al teatro principale della guerra ed alla difesa del territorio nazionale.
Per tutte queste ragioni io decisi di rinunciare al mandato, conferitoci dalla Conferenza di Parigi, sull’Albania, che avrebbe rappresentata una enorme passività senza alcun utile, e di limitare la nostra azione alla protezione diplomatica dell’Albania contro le mire di altri Stati, e di abbandonare Vallona, assicurandoci però riconoscimento del possesso di Sasseno.»
Anche dal punto di vista albanese, l'accordo fu positivo e segnò il consolidamento della statualità albanese, con i seguenti risultati ottenuti:
1. Il governo italiano ha riconosciuto completamente l'indipendenza, l'integrità territoriale e la sovranità dell'Albania, entro i confini definiti nel 1913 dalla Conferenza degli ambasciatori a Londra.
2. Il governo italiano ha rinunciato al suo protettorato proclamato nel 1917 e all'occupazione e amministrazione di Valona e del suo entroterra; ha rinunciato a tutte le rivendicazioni contro l'Albania e a tutte le interferenze negli affari politici albanesi, e abbandonato l'idea di un mandato sul paese.
3. Il governo italiano ha accettato di ritirare il suo materiale bellico da Valona e dal suo entroterra, di evacuare tutti i suoi possedimenti sulla terraferma albanese e di rimpatriare in anticipo le truppe italiane effettivamente di stanza a Valona e sul litorale, e tutte le sue forze ancora rimaste in altre parti del territorio albanese ad eccezione del presidio dell'isola di Saseno all'ingresso della baia di Valona; L'Italia ha mantenuto il possesso permanente solo dell'isola di Saseno, ma è rimasta in occupazione temporanea di Capo Linguetta e Capo Treporti, entrambi dominanti la baia di Valona, con il diritto di fortificarli; in quella città sarebbe rimasto anche il distaccamento di truppe a Scutari.
4. Avrebbe avuto luogo uno scambio di prigionieri, la liberazione degli arrestati con amnistia generale reciproca e la risoluzione di questioni in sospeso riguardanti gli interessi privati dei sudditi albanesi e italiani.

Fu inoltre il primo trattato tra l'Albania e una potenza straniera. L'Albania aveva concentrato tutti i suoi sforzi per ottenere senza riserve il pieno riconoscimento da parte delle potenze occidentali dell'indipendenza dell'Albania entro i confini del 1913.
I nazionalisti italiani furono contrariati dall'accordo, poiché miravano all'annessione di Valona oltre che di Saseno e al mantenimento di un vero e proprio protettorato oltre che della protezione diplomatica. Benito Mussolini descrisse gli avvenimenti di Valona come la "Caporetto albanese. Tuttavia, giunto al governo, anche lui si fece garante dell'autonomia albanese. Quando la commissione del generale Enrico Tellini, incaricata dalla Società delle Nazioni di delineare i confini a sud dell'Albania, fu massacrata dai greci che avevano mire sull'Epiro albanese, egli rispose scatenando la crisi di Corfù.

## Trattato di Tirana del 1926
Già nell'agosto del 1925, a seguito di uno scambio di lettere tra Mussolini e Zog, Italia e Albania avevano stipulato un patto militare segreto e avviato un dialogo per giungere alla stipula di un più ampio trattato di sicurezza. Il 27 novembre 1926 l'Italia firmò con l'Albania il Pakti i Parë i Tiranës, il Patto di amicizia e sicurezza, in albanese Pakti Italo-Shqiptar i Miqësisë dhe i Sigurimit. Fu firmato dal rappresentante italiano Pompeo Aloisi e il ministro degli Esteri albanese Hysen Vrioni. Il trattato aveva una durata di validità di cinque anni e spinse il governo di Tirana ad accettare gli ufficiali italiani e i membri di grado nel loro esercito e la polizia per supervisionare l'esercito albanese e addestrarlo. Il re Zog temendo che i disordini del suo popolo avrebbero portato alla perdita del trono, firmò il trattato. L'Italia proclamò l'Albania come propria "garante". I due paesi si sarebbero forniti supporto reciproco, sia militare che economico.

Il trattato era composto da cinque articoli.
1. L'Italia e l'Albania riconoscono che qualsiasi perturbazione diretta contro lo status quo politico, giuridico e territoriale dell'Albania è contraria al loro reciproco interesse politico.
2. Per la tutela del sopra citato interesse le Alte Parti contraenti s'impegnano a prestarsi il loro mutuo appoggio e la loro collaborazione cordiale; si impegnano egualmente a non concludere con altre Potenze accordi politici o militari a pregiudizio degli interessi dell'altra Parte, anche definiti nel presente Patto.
3. Le Alte Parti contraenti si impegnano a sottoporre ad una speciale procedura di conciliazione o di arbitrato le questioni che venissero a dividerle e che non avessero potuto essere risolte con le ordinarie procedure diplomatiche. Le modalità di questa procedura di regolamento pacifico saranno oggetto di una convenzione speciale che sarà conclusa nel più breve termine.
4. Il presente Patto avrà la durata di cinque anni e potrà essere denunziato o rinnovato un anno prima della sua scadenza.
5. Il presente Patto sarà ratificato ed in seguito registrato alla Società delle Nazioni. Le ratifiche saranno scambiate a Roma.»

(Fatto a Tirana, il 27 novembre 1926. 
Pompeo Aloisi
H. Vrioni.
 Visto, d'ordine di Sua Maesta' il Re:
p. Il Ministro per gli affari esteri:
Grandi.)
Il trattato era accompagnato da disposizioni in denaro al re che rendevano più allettante la sottoscrizione sfruttando la sua disperazione. L'Albania fu bloccata nell'arena balcanica ed europea dall'Italia. Il trattato suscitò le reazioni nel paese vicino all'Albania, la Jugoslavia. Il paese intraprese un'azione militare contro il confine settentrionale dell'Albania con il sostegno della Francia. Mussolini riconobbe il patto franco-jugoslavo come un atto contro l'Italia.

## Trattato di Tirana del 1927

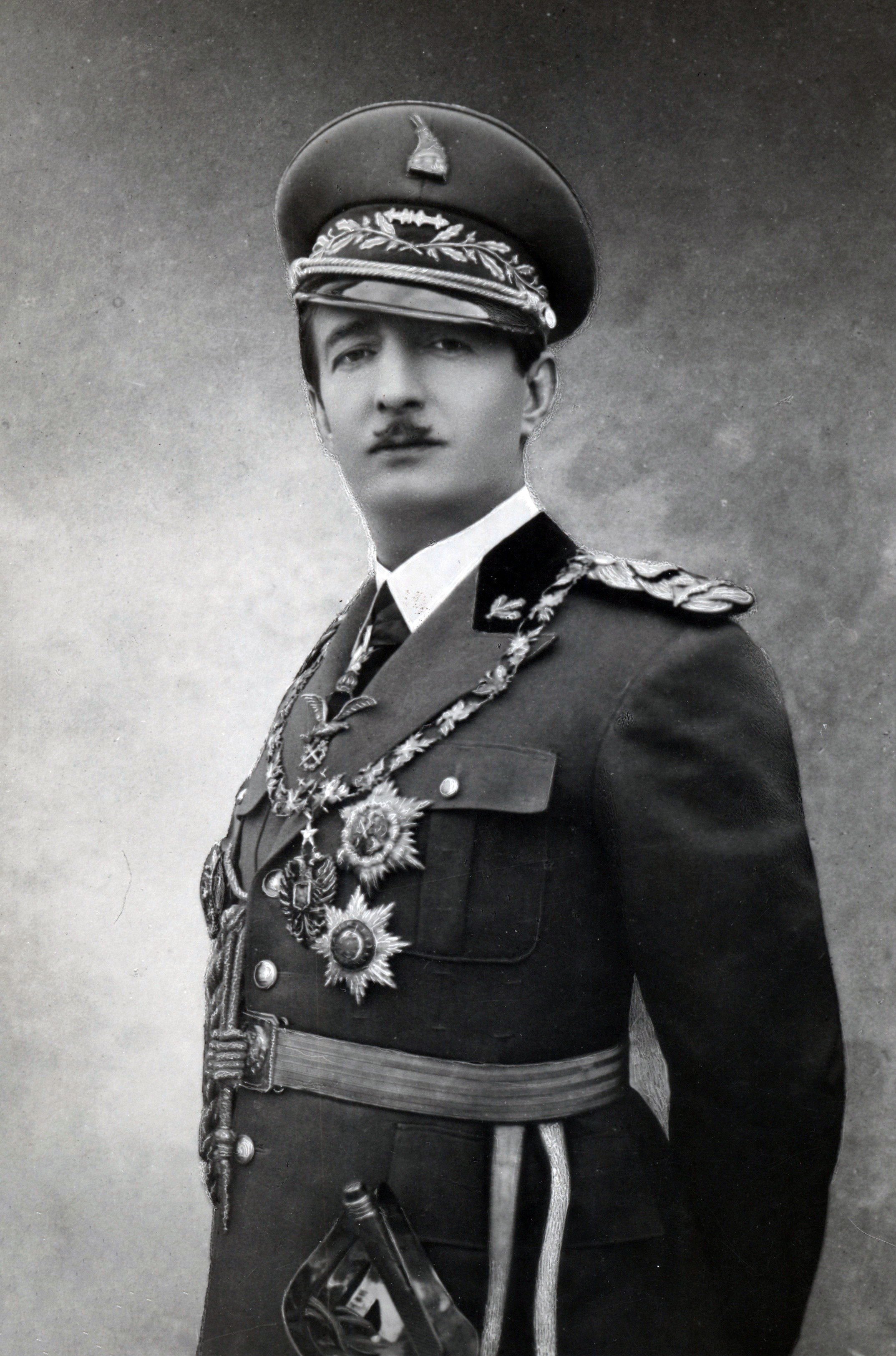
Ahmet Zogu, noto come Re Zog I, il re degli albanesi (1895-1961)

Il 22 novembre 1927 fu firmato il Pakti i Dytë i Tiranës tra Albania e Italia, dalla durata di venti anni. Era un'alleanza segreta e difensiva, caratterizzata dalla parte italiana come Trattato di Difesa, in albanese Traktati i Aleincës Mbrojtëse. La minaccia interna di una carestia che potesse scatenare le rivolte e la minaccia esterna della Jugoslavia spinsero gli albanesi a firmare il trattato. Il patto conferiva all'Italia di proteggere il territorio albanese da possibili attacchi e in cambio l'Albania metteva a disposizione dell'Italia tutto il suo arsenale militare. Fu favorito dall'Italia per la sua natura segreta. Il Secondo Trattato fu firmato dal ministro italiano Ugo Sola e dal ministro degli esteri albanese Ilias Vrioni. Era composto da sette articoli.
1. Tutti i trattati anteriori conclusi tra le due Alte Parti dopo l'ammissione dell'Albania nella Società delle Nazioni saranno esattamente e fedelmente osservati [...].
2. Vi sarà un'alleanza difensiva inalterabile tra l'Italia da una parte e l'Albania dall'altra per venti anni, la quale potrà essere denunciata nel corso del diciottesimo o del diciannovesimo anno della sua durata. [...].
3. [...] le due Alte Parti contraenti agiranno d'accordo per il mantenimento della pace e della tranquillità, e nel caso che una delle Alte Parti sia minacciata da una guerra non provocata da essa, l'altra Parte impiegherà tutti i suoi mezzi più efficaci non solo per prevenire le ostilità ma anche per assicurare una giusta soddisfazione alla Parte minacciata.
4. Qualora ogni mezzo di conciliazione sia invano esaurito, ciascuna delle Alte Parti s'impegna a seguire la sorte dell'altra, mettendo a disposizione dell'alleata tutte le risorse militari, finanziarie e di ogni altra natura, atte a portare un contributo per superare il conflitto, sempre che tale contributo venga richiesto dalla Parte minacciata.
5. Per tutte le ipotesi previste nell'articolo 4, le due Alti Parti contraenti s'impegnano a non concludere o iniziare trattative di pace, di armistizio o di tregua senza un accordo comune.
6. Il presente trattato è stato firmato in quattro testi originali, dei quali due in lingua italiana e due in lingua albanese, che fanno egualmente fede.
7. Il presente trattato sarà ratificato ed in seguito registrato alla Societa' delle Nazioni. Le ratifiche saranno scambiate a Roma.»

(Fatto a Tirana, addi' 22 novembre 1927.

  Ugo Sola.                                           Ilias Vrioni.)
Il trattato era caratterizzato come un patto di amicizia, Pakti i Miqësisë, poiché collegava saldamente i due paesi. Esso permise agli italiani di portare duecentottanta ufficiali per addestrare l'esercito albanese. Gli esperti militari iniziarono ad istruire gruppi paramilitari albanesi, consentendo nel frattempo alla marina italiana di accedere al porto di Valona. Furono costruite anche fortificazioni, in particolare quella di Librazhdit. Il trattato erano molto più significativo per gli italiani in quanto consentiva di entrare liberamente in Albania, indipendentemente dall'esistenza di una minaccia reale o immaginaria. La loro porta verso i Balcani si era aperta. L'Albania entrò quindi in una relazione inevitabile con l'Italia. A Roma fu creato appositamente un ministero per controllare gli affari albanesi e il conte Francesco Jacomoni fu nominato ministro in Albania.

## Conseguenze
Dopo il trattato del 1927, l'Albania entrò in un rapporto che non poteva più essere interrotto. In politica estera, il re non era più in grado di prendere decisioni che non piacessero all'Italia (il trattato del 1926 prevedeva che i paesi non avrebbero preso decisioni non coordinate tra di loro). Nel 1934 l'Albania fallì di concludere accordi commerciali con la Grecia e la Jugoslavia nel tentativo di allentare i rapporti unilaterali e la dipendenza economica dall'Italia. L'Italia sospese i suoi aiuti finanziari. L'Albania dovette invece fare ulteriori concessioni: all'Italia venne affidato il controllo dei collegamenti telegrafici, il monopolio nel settore dell'energia elettrica e l'uso del porto di Durazzo da parte della marina italiana.
I patti di Tirana si conclusero con l'annessione italiana dell'Albania nell'aprile 1939.